# Passaporto nauruano
Il passaporto nauruano è un documento di viaggio internazionale rilasciato ai cittadini di Nauru.
I cittadini di Nauru hanno accesso senza visto a 87 paesi, classificando il passaporto nauruano al 58° posto in termini di libertà di viaggio secondo l'indice Henley Visa Restrictions Index. La validità del passaporto è di dieci anni.